# L. James Sullivan
Leroy James Sullivan (nascido em 27 de junho de 1933) é um inventor americano de armas de fogo. Sendo Jim Sullivan, ele é notado como um projetista de várias versões 'reduzidas' de armas de fogo maiores.

## Antecedentes
Sullivan nasceu em 27 de junho de 1933 em Nome, Alasca. Sullivan morou em Nome até aos sete anos de idade, preocupados que a Segunda Guerra Mundial se espalharia para o Alasca, a família de Sullivan se mudou para Seattle, Washington.

## Educação
Sullivan frequentou as escolas públicas de Seattle, e mais tarde em Kinewagon, Washington. Sullivan passou a estudar engenharia, por dois anos, na Universidade de Washington em Seattle. Consciente de que estava prestes a ser recrutado para lutar na Guerra da Coreia, Sullivan queria se tornar um mergulhador do Exército, então ele deixou a Universidade de Washington para participar da Sparling School of Deep Sea Diving em Long Beach, Califórnia.

## Serviço militar
Sullivan serviu no Exército dos EUA, de 1953 a 1955, embora ele tenha sido treinado pelo Exército para ser um instalador/reparador de telefone  porque tinha o treinamento civil, foi ao exterior para a Coreia em 1954, Sullivan foi designado pelo Exército para ser um mergulhador para reparar oleodutos e outras instalações danificadas durante a invasão dos EUA ao Porto de Inchon.

## Projetista de armas pequenas
Sullivan é em grande parte responsável pela metralhadora leve Ultimax 100. Ele também contribuiu para o rifle Ruger M77, e o M16, Stoner 63, e Ruger Mini-14 (escalado do AR-10, do Stoner 62, e do M14 respectivamente).